# Manuela Mader
Manuela Mader (* 13. Dezember 1990 in Malsch, Landkreis Karlsruhe) ist eine deutsche Schachspielerin. 2009 erhielt sie von der FIDE den Titel Internationale Meisterin der Frauen (WIM).

## Schach
Manuela Mader besuchte das Eichendorff-Gymnasium in Ettlingen, wo ihre Lieblingsfächer Englisch, Biologie und Chemie waren. Im Alter von neun Jahren lernte sie Schachspielen von ihrem Vater und älteren Bruder Michael. Michael und ihr jüngerer Bruder Markus sind genau wie sie Mitglied im SK 1926 Ettlingen. Ihre Trainer waren Faruk Osmanovic, Philipp Schlosser und Nikolaus Sentef. Seit 2004 trainiert sie mit Roman Vidonyak.

### Jugendturniere (Auswahl)
Ihre erste Teilnahme an einer Deutschen Jugendmeisterschaft war 2000 in Überlingen am Bodensee, als sie Platz 73 bei der U10 erreichte. 2002 in Winterberg wurde sie dann bereits Dritte hinter Melanie Ohme bei der Deutschen Meisterschaft der weiblichen Jugend unter 12 Jahren.
Ihren ersten großen Erfolg erzielte Manuela Mader bei der Badischen U16-Meisterschaft 2003, als sie Erste wurde. 2003 in Willingen gewann sie Silber bei der Deutschen Jugendmeisterschaft U14w, diesmal wieder hinter Melanie Ohme. 2003 bei der Deutschen Ländermeisterschaft der Jugend in Kassel holte sie 7 Punkte aus 7 Partien für die Badener, die Vizemeister wurden. 2005 bei der Deutschen Jugendmeisterschaft U16w holte sie nochmals Silber hinter Melanie Ohme. Ebenfalls Silber erhielt sie bei der Jugend-Olympiade U16 in Novi Sad. 2006 bei der Deutschen Jugendmeisterschaft U16w wurde sie wiederum Zweite, diesmal hinter Judith Fuchs. 2006 bei der Jugend-Europameisterschaft der Mädchen U18 in Novi Sad erreichte sie Platz 5. 2008 bei der Deutschen Jugendmeisterschaft U18w belegte sie den 3. Platz hinter Melanie Ohme und Diana Hannes.
2008 bei der Jugend-Europameisterschaft der Mädchen U18 in Herceg Novi holte sie 5,5 aus 9.

### Open und Turniere der Frauen (Auswahl)

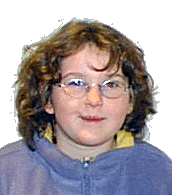
Manuela Mader, Aalen 2001

Als zehnjähriges Mädchen nahm sie an der Gruppe E der 1. Deutschen Amateurmeisterschaft teil. Im Dezember 2001 wurde sie mit 3,5 Punkten aus 5 Partien punktbeste Dame aller Vorgruppen in Aalen. 2002 in Leipzig holte sie im Finale der ersten Deutschen Amateurmeisterschaft 4 Punkte aus 5 Partien, was für einen dritten Platz (punktgleich mit den ersten Zwei) ausreichte. Florian Dinger war nach Wertung Erster.
Ihr erster großer Erfolg war, als sie Erste bei der Badischen Frauenmeisterschaft 2004 vor Anna Rudolph wurde. Bei den Deutschen Frauen-Länder-Mannschaftsmeisterschaften spielte sie unter anderem 2003, 2004 und 2006, als sie in Braunfels mit Baden die Deutsche Vizemeisterschaft errang. Bei der Deutschen Frauen-Einzelmeisterschaft 2005 in Bad Königshofen, die Sandra Krege gewann, wurde sie Achte.
Den größten Erfolg ihrer bisherigen Schachlaufbahn errang sie, als sie das SAP WIM-Turnier der Damen 2006 in Walldorf mit 7 Punkten aus 9 Partien gewann und ihre erste WIM-Norm erreichte. 2007 spielte sie bei der 8. Europameisterschaft der Frauen und holte 5 aus 9. Es siegte damals Tatiana Kosintseva punktgleich mit 8 Punkten vor Antoaneta Stefanowa und Hoàng Thanh Trang. 2011 beim 8. LGA Premium-Cup in Nürnberg, den Großmeister Tornike Sanikidse aus Georgien gewann, holte sie 4 Punkte aus 7 Partien.
2009 wurde Manuela Mader zur Internationalen Meisterin der Frauen (WIM) ernannt, die erforderlichen Normen hatte sie beim SAP-Turnier 2006 in Walldorf und bei der Schacholympiade 2008 der Frauen in Dresden erreicht.

### Nationalmannschaft
Manuela Mader spielte bei der Schacholympiade 2008 in Dresden am dritten Brett der zweiten deutschen Frauenmannschaft und erzielte 7,5 Punkte aus 10 Partien. 2007 nahm sie als Reservespielerin an den Mannschaftseuropameisterschaft der Frauen in Iraklio teil.

### Vereine
Mader spielt mit dem SK Ettlingen in der badischen Verbandsliga Nord (Stand: Saison 2018/19), sie hat auch schon mit dem SK Neuhausen in der 2. Bundesliga gespielt. In der 1. Frauenbundesliga spielte sie von 2005 bis 2007 als Gastspielerin für den SV Walldorf, von 2008 bis 2013 sowie seit der Saison 2015/16 als Gastspielerin für die Karlsruher Schachfreunde. In der österreichischen Frauenbundesliga spielt Mader in der Saison 2019/20 für den SK DolomitenBank Lienz.